# Al-Muhaŷirun

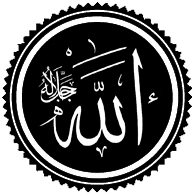
Utilizado en el mismo artículo en 2 otros idiomas: albanés y Egyptian Arabic.

Al-Muhaŷirun (en árabe: المهاجرون‎, singular Muhaŷir), en español «Los Emigrantes», fueron los primeros conversos al Islam, seguidores y parientes del profeta Mahoma, quienes emigraron con él de La Meca a Medina (evento conocido en el islam como La Hégira). Junto con los primeros conversos de Medina, los Ansar («auxiliadores») forman la primera comunidad islámica en ser reconocida.

## Durante la época de Mahoma
Alrededor de un mes después del fracasado ataque de Hamzah en la primera redada contra una caravana, Mahoma confió un partido de sesenta Muhaŷirun dirigidos por Ubaydah para conducir otra operación contra una caravana Quraysh que regresaba de Siria y estaba protegida por cien hombres. El dirigente de esta caravana era Abu Sufyan ibn Harb. El grupo llegó a Thanyat ul-Murra, un oasis en Hiyaz. No ocurrió lucha alguna porque los Quraysh estaban bastante lejos del sitio donde los musulmanes los esperaban para el ataque. No obstante, Sa'd ibn Abi Waqqas disparó una flecha a los Quraysh; Esta se conoce como la primera flecha de Islam. A pesar del ataque-sorpresa, no hubo lucha y los musulmanes regresaron con las manos vacías. Se cree que Ubaydah fue el primero en cargar con el estandarte del Islam; otros dicen fue Hamzah.
Sa'd ibn Abi Waqqas fue mandado para dirigir la tercera redada. Su grupo constó de aproximadamente veinte Muhaŷirun. Esta redada se hizo un mes después de la anterior. Sa'd ibn Abi Waqqas y sus soldados, tendieron una emboscada en el valle de Jarrar en la carretera hacia La Meca, pero la caravana ya había pasado y los musulmanes regresaron a Medina.
La cuarta redada, conocida como la invasión de Waddan, fue la primera ofensiva en la que Mahoma participó personalmente con 70 soldados, mayoritariamente Muhaŷirun. Doce meses después de establecerse en Medina, el profeta dirigió una redada a Waddan (Al-Abwa). El objetivo era interceptar las caravanas de los Quraysh, cosa que nunca llegó a ocurrir.
Un mes después de la redada en al-Abwa ocurre la quinta redada, conocida como la invasión de Buwat, que fue también dirigida por Mahoma junto con 200 hombres que incluían Muhaŷirs y Ansars. Buwat o Bawat era una parada en la ruta de caravanas de los Quraysh. Un rebaño de 1500 camellos, acompañados por 100 jinetes bajo el liderazgo de Umayyah ibn Khalaf, un Quraysh. El propósito de estas redadas era recuperar todo cuanto perdieron al emigrar de La Meca a Medina y evitar la persecución de los Quraysh por practicar su religión. Los Quraysh se habían apropiado de las propiedades musulmanas y las vendieron. La caravana estaba dirigida por 100 Quraysh y constaba de 2500 camellos.

## Lista

### Hombres
- Hamza ibn Abdul-Muttalib, tío de Mahoma.
- Al-‘Abbas ibn ‘Abd al-Muttalib, tío de Mahoma, y progenitor de los Banu Abbás.
- Salmán el Persa.
- Bilal ibn Rabah.
- Khunais ibn Hudhaifa.[10]
- Abu Dharr al-Ghifari.[11]
- Miqdad ibn Aswad.[11]
- Ammar ibn Yasir.[11]
- Abu Buraidah al-Aslami.[11]
- Khalid ibn Sa‘id.[11]

### Mujeres
- Todas las mujeres casadas con Mahoma excepto Jadiya.
- Sawda bint Zamʿa, segunda mujer de Mahoma.
- Fátimah bint Ásad, mujer de Abu Tálib, madre de ‘Ali, y una tía de Mahoma.
- Lubaba bint al-Harith, mujer de Al-‘Abbas, y una tía política y cuñada de Mahoma.

#### Hijas de Mahoma
- Fátima, hija de Mahoma y la mujer de Ali ibn Abi Talib.
- Ruqayyah, hija de Mahoma y una esposa de Uthman ibn Affan.
- Umm Kulthum, hija de Mahoma, y una esposa de Uthman Ibn Affan.
- Zaynab, hija de Mahoma y una esposa de Abu al-Tan ibn al-Rabi'.
- Umamah bint Zainab, nieta de Mahoma y una esposa de Ali ibn Abi Tálib.